# Университет Ландсхута
Университет Ландсхута (нем. Universität Landshut) — высшее учебное заведение, располагавшееся в баварском городе Ландсхут с 1800 по 1826 год. Университет являлся правопреемником Ингольштадтского университета, основанного в 1472 году и перенесённого в другой город по приказу будущего короля Максимилиана I в связи с Войной второй коалиции: сегодня традиции обоих университетов продолжается в мюнхенском Университете Людвига Максимилиана. В Ландсхуте университет размещался в помещениях распущенного доминиканского монастыря и бывшего иезуитского колледжа.